# 川嶋美晴
川嶋 美晴（かわしま みはる、2002年〈平成14年〉12月17日 - ）は、日本のアイドルであり、女性アイドルグループ・SKE48の元メンバーでプロ雀士。静岡県浜松市生まれ。愛知県出身。ファーストサウンド所属。

## 経歴
2018年
- 12月31日、『SKE48 忘れられない大忘年会2018』において、SKE48の9期生としてお披露目される。

2019年
- 3月31日、SKE48「青春ガールズ」公演（夜）で劇場デビュー。

2020年
- 10月5日、「SKE48 12th Anniversary Fes 2020 ～12公演一挙披露祭～」12周年特別LIVEにおいて、正規メンバーへの昇格と大場チームKII所属が発表される。
- 10月10日、チームKIIとしての活動を開始。
- 11月23日、SKE48の27thシングル『恋落ちフラグ』（2021年2月3日発売）で、シングル表題曲選抜メンバーに初選出されたことが発表される[4][注 1]。

2023年
- 3月13日、プロ雀士としての資格を取得し、最高位戦日本プロ麻雀協会に入会した[5][6]

2024年
- 4月18日、チームKII「時間がない」の公演にて、卒業発表した[7][6]。
- 6月27日、チームKII「時間がない」卒業公演[8]。
- 6月30日にて、SKE48を卒業[7]。
- 7月1日、ファンクラブ「ちまのひみつきち」を開設[9]。

## 人物
- プロフィール上の出身地は愛知県となっているが、生まれは浜松市で、年中～小2までは高山市に住んでいた[3]。
- キャッチフレーズは「今日もみはるんのことみはっててね！(みはるんしか！)」を使っていた[10]。

## SKE48での参加曲

### シングル選抜曲
SKE48名義
- 「FRUSTRATION」に収録
  - 滑り台から - 「研究生」名義
- 「ソーユートコあるよね?」に収録
  - 恋の根拠 - 「ハイウェイガールズ」名義
- 恋落ちフラグ
- 「あの頃の君を見つけた」に収録
  - 世界のスーパーヒーロー
- 「美しい稲妻」に収録
  - じゃないロマンティック
- 「絶対インスピレーション」に収録
  - New Ager - 「9期生、10期生、11期生」名義
- 「好きになっちゃった」に収録
  - パレオはエメラルド（2023 ver.） - 「SHOWROOM選抜」名義
  - 100年経ったら Kiss me! - 「Team KII」名義
- 「愛のホログラム」に収録
  - Cherry17 - 「Team KII」名義